# لاغوس البر الرئيسي
لاغوس البر الرئيسي هي منطقة الحكم المحلي في شعبة لاغوس لولاية لاغوس، نيجيريا.

## روابط خارجية
- Lagos Mainland Local Government